# Adam Matyáš z Trauttmansdorffu
Adam Matyáš hrabě z Trauttmansdorffu (německy Adam Matthias Graf von Trauttmansdorff-Weinsberg, 1617, Horšovský Týn – 2. listopadu 1684 tamtéž) byl česko-rakouský šlechtic, velkostatkář v Čechách a dlouholetý nejvyšší maršálek Českého království.

## Původ a kariéra

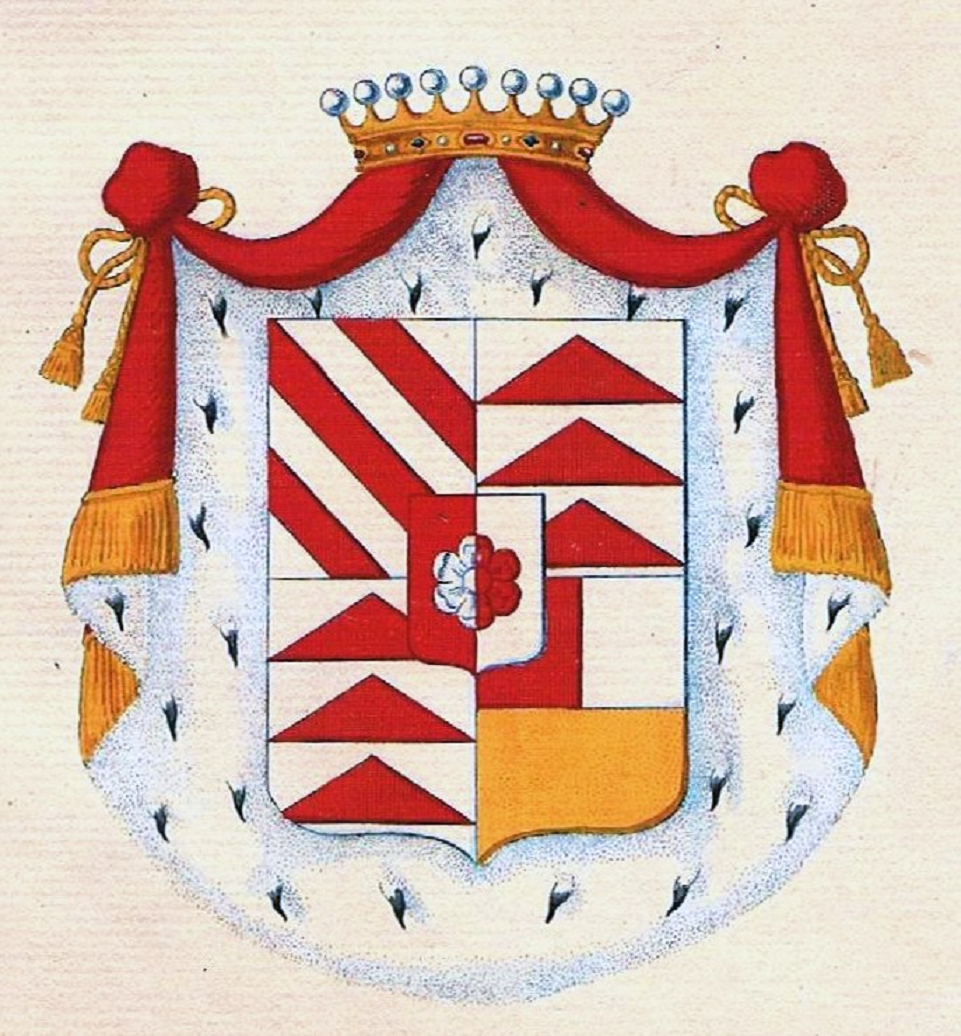
Hraběcí erb Trauttmansdorffů

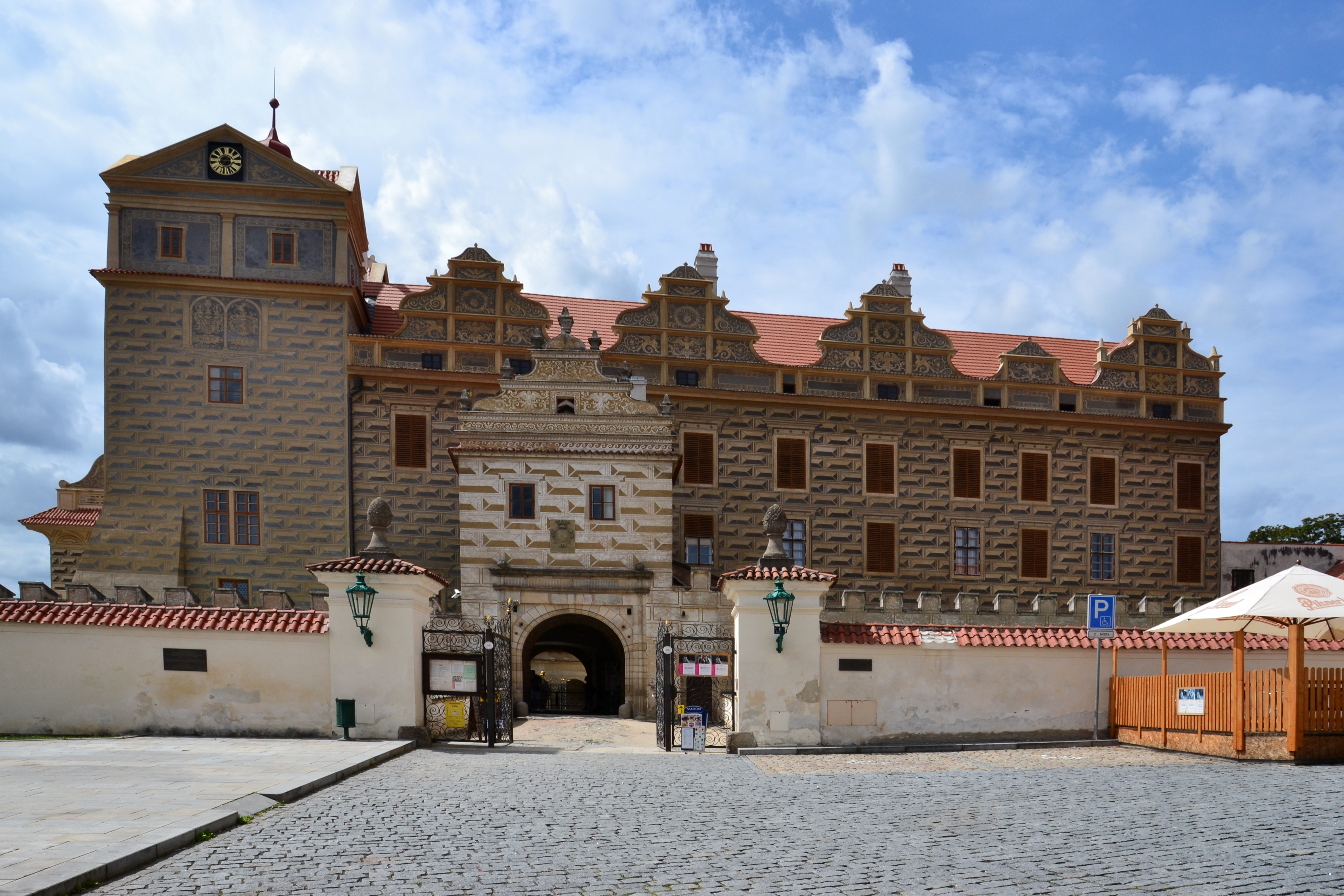
Zámek Horšovský Týn

Byl nejstarším synem hraběte Maxmiliána z Trauttmansdorffu (1584–1650) a jeho manželky Žofie Pálffyové (1596–1668).
V letech 1635–1638 absolvoval kavalírskou cestu, během níž pobýval převážně v Itálii. Po návratu do vlasti vstoupil do služeb Habsburků a díky otcově vlivu získal ve věku 28 let jeden z hlavních postů ve správě Českého království, stal se nejvyšším maršálkem a tento úřad zastával až do své smrti bezmála čtyřicet let (1645–1684). Z titulu této funkce byl zároveň zemským sudím, členem sboru místodržících, byl též císařským radou.
V únoru 1658 hostil týden na svém zámku v Horšovském Týně Leopolda I. na jeho cestě do Frankfurtu. Jako nejvyšší maršálek Českého království měl pak důležitou ceremoniální úlohu při volbě a korunovaci císaře ve Frankfurtu. Později ale u dvora neměl nijak velký vliv, což dokládá jeho celoživotně nenaplněná ambice získat prestižní řád Zlatého rouna.

## Majetkové poměry
Jako nejstarší syn svého otce převzal Adam Matyáš stěžejní část rodového majetku v Čechách představovanou rozsáhlým panstvím Horšovský Týn, krátce držel Větrný Jeníkov, součástí jeho dědického podílu byl i dům v Plzni a dva paláce v Praze.
Záhy po otcově úmrtí začal Adam Matyáš rozšiřovat své jmění, v roce 1651 koupil panství Grabštejn v severních Čechách. Za 130 000 zlatých přikoupil k Horšovskému Týnu velké panství Hostouň s 18 vesnicemi (1659), k Hostouni pak ještě v roce 1659 jeho manželka přikoupila statek Tasnovice. Prostřednictvím první manželky Evy Johanky ze Šternberka přibyly do majetku Trauttmansdorfů dočasně či dlouhodoběji i statky v jižních Čechách (Lnáře, Protivín).
V souladu se závětí svého otce založil Adam Matyáš v Horšovském Týně kapucínský klášter (1650–1654), který se zároveň stal rodinnou hrobkou Trauttmansdorffů.

## Rodina
První sňatek uzavřel v roce 1642 v Litomyšli s Evou Johankou ze Šternberka (1621–1674), podruhé se oženil s výrazně mladší Marií Isabelou Lobkovicovou († 1719). Ze dvou manželství měl celkem 15 dětí, nejstarší syn Rudolf Vilém (1646–1689) zdědil Horšovský Týn a byl též nejvyšším maršálkem Českého království (1685–1689) a stál u zrodu pozdější knížecí linie rodu, mladší syn Zikmund Ludvík (1651–1707) převzal statky v Rakousku a založil gleichenberskou větev, která vymřela v 19. století.